# Jason Newsted
Jason Curtis Newsted (Battle Creek, Michigan, 4 de març de 1963) és un músic estatunidenc conegut per ser baixista de la banda de thrash metal Metallica fins a l'any 2001.
Abans de Metallica fou membre de Flotsam and Jetsam, i posteriorment també va estar involucrat amb Echobrain, Ozzy Osbourne, Voivod i Newsted. També fou fundador del segell Jasonic i de l'estudi Chophouse Records.

## Biografia
Newsted té un germà més gran i una germana més jove. Va créixer en una granja en la qual s'encarregava de cuidar l'aviram i els conills. El seu primer instrument fou una guitarra amb nou anys, però va canviar pel baix quan en tenia catorze després d'escoltar Gene Simmons de Kiss, tot i que considera Geezer Butler de Black Sabbath com la seva major influència.
Es va casar amb Nicole Leigh Smith a l'octubre de 2012 després de més d'onze anys junts. Prèviament havia estat casat amb Judy Newsted (1988), però el matrimoni no va arribar a l'any de durada.
Es va aficionar a la pintura aprofitant el procés de recuperació d'una lesió a l'espatlla que es va produir a finals de 2006. Després de la cirurgia va restar uns quants mesos sense poder tocar el baix però això no li impedia experimentar amb la pintura. En aquesta època també va patir una addicció als analgèsics que va aconseguir superar posteriorment. Al llarg dels anys ha acumulat gran quantitat de treballs artístics originals fins al punt d'obrir una galeria d'art per exposar les seves obres el 2 de maig de 2010 al Micaëla Gallery de San Francisco.

## Carrera musical
Va començar a tocar professionalment amb la banda Flotsam and Jetsam l'any 1981, tocant el baix i també component cançons. Van debutar amb l'àlbum Doomsday for the Deceiver (1986), en el qual va compondre la majoria de lletres. Aquell mateix any va abandonar la banda després de rebre l'oferiment per unir-se a Metallica i substituir el malaurat Cliff Burton.

### Metallica
Durant la gira Damage, Inc. Tour que realitzava Metallica per Europa durant la segona meitat del 1986, la banda va patir un accident de trànsit que va suposar la mort del seu baixista Cliff Burton, concretament el 27 de setembre de 1986. Poc després d'aquesta desgràcia, la banda va començar a buscar un substitut i van realitzar una cinquantena d'audicions a diversos baixistes, tan famosos com desconeguts. Newsted va ser un dels candidats i es va estudiar diverses cançons de Metallica per guanyar punts. Dos dies després de l'audició ja fou escollit i presentat com a nou integrant de Metallica. Tan en l'elecció com en la presentació de Newsted hi van ser presents els pares de Burton per tal de simbolitzar el traspàs de testimoni entre Burton i Newsted.
La primera actuació de Newsted amb Metallica fou al Country Club de Reseda, Califòrnia, el 8 de novembre de 1986. Durant els següents quinze anys va participar en l'elaboració dels àlbums d'estudi: ...And Justice for All (1988), Metallica (1991), Load (1996), Reload (1997) i Garage Inc. (1998), a més de S&M (1999). A banda de tocar el baix també va participar amb les veus addicionals en diverses cançons, i en directe també va cantar algunes seccions de les cançons «Creeping Death», «Whiplash» i «Seek & Destroy», arribant a substituir a James Hetfield en tres concerts de la gira Summer Sanitarium Tour a causa d'una lesió. Pel que fa a la composició, està acreditat en tres cançons com a co-escriptor («Blackened», «My Friend of Misery» i «Where the Wild Things Are») i en dues més per solo de baix.
La seva darrera actuació dins de Metallica fou el 30 de novembre de 2000 en la gala My VH1 Music Awards. En el retrobament dels membres de Metallica el gener de 2001 per preparar un nou treball, Newsted va proposar que la banda s'agafés un descans d'un any i així ell podria centrar-se en el seu projecte paral·lel, la banda Echobrain. La resta d'integrants van rebutjar la proposta i Newsted va escollir abandonar Metallica. La seva decisió es va fer pública aquell mateix mes indicant que era per motius personals. Aquesta sortida va coincidir amb el problemes de salut de Hetfield, que poc després va entrar en rehabilitació, això va provocar l'aparició de diversos retrets en públic per ambdues parts i que Metallica estigués apunt de dissoldre's. Amb la tornada de Hetfield, Metallica va completar l'enregistrament de St. Anger amb la producció de Bob Rock, que també es va encarregar d'interpretar el baix en les gravacions. La seva plaça fou substituïda per Robert Trujillo l'any 2003. Newsted va assenyalar posteriorment que no lamentava haver abandonat Metallica, que fou la millor decisió per ambdues parts en aquell moment, i que no tenia intenció de tornar-hi ja que aquella etapa havia finalitzat.
Newsted manté una bona relació amb els membres de Metallica, i el 4 d'abril de 2009 va participar en l'entrada de Metallica al Rock and Roll Hall of Fame de Cleveland, Estats Units. En la gala va tocar tres cançons amb els membres d'aquell moment i altres artistes convidats com Jeff Beck, Jimmy Page, Joe Perry, Ron Wood i Flea. També va col·laborar amb Metallica en els concerts que van realitzar per celebrar els trenta anys de trajectòria de la banda.

### Voivod
Newsted es va unir a la banda canadenca de thrash metal Voivod el 2002. Curiosament, també va substituir a Trujillo en la banda d'Ozzy Osbourne durant el festival Ozzfest de 2003, en el qual també va actuar amb Voivod. En una entrevista, ambdós van assenyalar que estaven treballant conjuntament en un àlbum, però finalment no va veure la llum i Newsted va abandonar la banda en finalitzar la gira. Llavors es va centrar en Voivod i van enregistrar dos àlbums.

### Rock Star Supernova
Mentre formava part de Voivod, puntualment participar en la superbanda Rock Star Supernova, que es va crear pel programa de telerealitat de la CBS titulat Rock Star: Supernova (2006). Aquesta era la segona temporada de Rock Star i l'objectiu del concurs era la recerca d'un cantant El programa va començar el 3 de juliol de 2006 fins al 13 de setembre del mateix any, i constava d'un episodi emès setmanalment per MSN i pel mateix canal de la CBS.

### WhoCares
A l'octubre de 2010 es va fer públic que Newsted s'uniria a la superbanda WhoCares junt al cantant Ian Gillan i teclista Jon Lord de Deep Purple, el guitarrista Tony Iommi de Black Sabbath, el guitarrista Mikko Lindström de HIM, i el bateria Nicko McBrain d'Iron Maiden. Van enregistrar un senzill solidari «Out of My Mind» que anava acompanyat de la cançó «Holy Water», que estigueren disponibles via descàrrega digital el 6 de maig de 2011.

### Newsted
Al desembre de 2012 va anunciar la formació de la seva pròpia banda anomenada Newsted junt amb el bateria Jesus Mendez Jr. i els guitarristes Jessie Farnsworth i Mike Mushok, aquest darrer provinent de Staind. Un mes després ja va publicar el primer EP, anomenat Metal, de quatre cançons, però el primer àlbum d'estudi va aparèixer el 6 d'agost de 2013, titulat Heavy Metal Music. Un any després, Jason Newsted va indicar que no seria actiu en cap xarxa social. La desaparició de la banda es va confirmar en una entrevista a Jason Newsted, indicant que tenia altres interessos musicals i que el cost econòmic per mantenir la banda era massa elevat.

### Jason Newsted and the Chophouse Band
L'agost de 2016, després de dos anys apartat de la vida pública, Newsted va anunciar la creació d'una banda acústica anomenada Jason Newsted and the Chophouse Band, amb diversos concerts confirmats per la tardor.

## Discografia
Echobrain
- Echobrain (2002)
- Glean (2004) (composició en una cançó, producció)

Flotsam and Jetsam
- Doomsday for the Deceiver (1986)
- No Place for Disgrace (1988) (composició en tres cançons)
- Ugly Noise (2012) (composició)

Gov't Mule
- The Deep End, Volume 2 (2002)

IR8/Sexoturica
- IR8 vs. Sexoturica (2002)

Metallica
- ...And Justice for All (1988)
- Metallica (1991)
- Load (1996)
- Reload (1997)
- Garage Inc. (1998)
- S&M (1999)

Newsted
- Metal (2013)
- Heavy Metal Music (2013)

Papa Wheelie
- Unipsycho (2002)
- Live Lycanthropy (2003)

Rock Star Supernova
- Rock Star: Supernova (2006)

Sepultura
- Against (1998) (Hatred Aside)

Unkle
- Psyence Fiction (1998)

Voivod
- Voivod (2003)
- Katorz (2006)
- Infini (2009)

WhoCares
- Out of My Mind / Holy Water (2011)